# 타나카 미하루
타나카 미하루(일본어: 田中 美晴, 1992년 12월 25일 ~ )는 일본의 배우, 모델이다.

## 출연 작품
- Z : 끝없는 희망 (2014)